# Kakaku-hakai
Kakaku-hakai (jap. 価格破壊 pol. zniszczenie (ustalonego) poziomu cen) – określenie obniżek cen, jakie miały miejsce w Japonii podczas załamania gospodarczego wskutek pęknięcia bańki spekulacyjnej na początku lat 90. XX wieku. Korzystając z otwarcia handlowego, przedsiębiorstwa handlu detalicznego zaczęły masowo obniżać ceny w celu pobudzenia popytu i utrzymania konkurencyjnej pozycji na rynku wewnętrznym. 

## Historia
Po II wojnie światowej rządy japońskie wprowadziły zakaz importu pewnych dóbr konsumpcyjnych, koncentrując się na eksporcie i pozwalając na wzrost cen niezależnie od trendów światowych. Rosły ceny ziemi, nieruchomości a wraz z nimi ceny innych dóbr – filiżanka kawy kosztowała dwa-trzy razy więcej w Japonii niż gdziekolwiek indziej na świecie. Po pęknięciu bańki spekulacyjnej na początku lat 90. XX wieku, dzięki rosnącej sile nabywczej jena, otwarciu rynku wewnętrznego na towary importowane i możliwości sprowadzania tańszych produktów, przedsiębiorstwa handlu detalicznego zaczęły masowo obniżać ceny w celu pobudzenia popytu i utrzymania konkurencyjnej pozycji na rynku. Ów trend rabatów i zniżek został nazwany kakaku-hakai (pol. niszczenie cen). Na coraz niższych cenach skorzystali konsumenci, natomiast zyski handlu detalicznego znacznie spadły. Producenci japońscy cięli koszty, wykorzystując różnice wynagrodzeń pomiędzy Japonią a pobliskimi krajami azjatyckimi, dokąd zaczęto przenosić fabryki.